# Onychognathus morio
El estornino alirrojo o estornino de alas rojas africano (Onychognathus morio) es una especie de ave paseriforme en la familia Sturnidae propia de África subsahariana. 

## Taxonomía
En 1760 el zoólogo francés Mathurin Jacques Brisson incluyó una descripción del estornino alirrojo en su obra Ornithologie basada en un espécimen recolectado en el cabo de Buena Esperanza, Sudáfrica. Utilizó el nombre francés Le merle du Cap de Bonne Espérance y el latín Merula Capitis Bonae Spei. Aunque Brisson acuñó nombres en latín, estos no se ajustan al sistema binomial y no están reconocidos por la Comisión Internacional de Nomenclatura Zoológica. Cuando en el naturalista sueco Carlos Linneo actualizó su obra Systema Naturae para la duodécima edición en 1766, agregó 240 especies que Brisson había descrito anteriormente. Uno de estos fue el estornino de alas rojas. Linneo incluyó una breve descripción, acuñó el nombre binomial Turdus morio y citó el trabajo de Brisson. El nombre específico morio o morion significa  «piedra marrón oscura» o «cuarzo negro» en latín. Esta especie es colocada en el género Onychognathus que fue introducido por el médico y ornitólogo alemán Gustav Hartlaub en 1849.

## Subespecies
Se reconocen dos subespecies:
- O. m. rueppellii (Verreaux, J, 1856) – en el sur de Sudán, la parte central de Etiopía y el norte de Kenia;
- O. m. morio (Linnaeus, 1766) – de Uganda y Kenia hasta Botsuana y el sur de Sudáfrica.

## Descripción
Miden entre 27 y 30 centímetros de longitud y pesan entre 115 y 155 gramos. El macho tiene el plumaje principalmente negro iridiscente, con las plumas de vuelo castañas, que son particularmente notables en vuelo. La hembra tiene la cabeza y la parte superior del pecho de color gris ceniza. Los juveniles se parece al macho, pero tienen el plumaje más apagado que los adultos y tiene los ojos de color marrón en lugar de rojo oscuro. La subespecie etíope O. m. rupellii tiene la cola más larga que la forma nominal.

## Distribución y hábitat
Se distribuye en el este de África, desde Etiopía hasta El Cabo en Sudáfrica. Se puede encontrar en bosques, sabanas, pastizales, humedales, fynbos, tierras de cultivo y plantaciones comerciales, así como en centros urbanos. Ahora es común en muchas áreas urbanas, debido a la similitud entre la estructura de los edificios altos y casas con los acantilados de su hábitat original. También anida en áreas residenciales, cría en techos y aberturas y aleros de casas.